# Rien qu'un chien
Pour plus de détails, voir Fiche technique et Distribution.
Rien qu'un chien (Just Dogs) est un court métrage d'animation de la série Silly Symphonies réalisé par les studios Disney, sorti au cinéma le 30 juillet 1932.

## Synopsis
Pluto est enfermé à la fourrière mais son compagnon de cage parvient à faire échapper tous les chiens de leurs prisons.

## Fiche technique
- Titre original : Just Dogs
- Autres Titres[1] :
  -  France : Rien qu'un chien
  -  Suède : Hundliv, Ett
- Série : Silly Symphonies
- Réalisateur : Burt Gillett
- Voix : Pinto Colvig (Pluto)
- Animateur[2] :
  - Équipe principale : Clyde Geronimi, Albert Hurter, Norman Ferguson, Frenchy de Trémaudan, Dick Lundy, Tom Palmer, Jack King, Les Clark, Johnny Cannon
  - Équipe de David Hand : Joe D'Igalo, Frank Tipper, Charles Hutchinson, Fred Moore
  - Équipe de Ben Sharpsteen : Marvin Woodward, Harry Reeves, Chuck Couch
- Producteur : Walt Disney
- Distributeur : United Artists
- Date de sortie : 30 juillet 1932[1],[3]
  - Prévisualisation : 23 mars 1932 au Beverly Warner Bros
  - Dépôt de copyright : 24 juin 1932
  - Annoncée : 30 juillet 1932
  - Première à Los Angeles : 25 mars 1933 au Loew's State en première partie de The Big Drive d'Albert Rule
  - Première à New York : 16 au 22 mars 1934 au Roxy en première partie de Coming-Out Party de John Blystone
- Format d'image : Noir et Blanc
- Musique : Bert Lewis[2]
  - Extrait The Prisoner's Song (en) (1924) de Guy Massey
  - Extrait Bon Vivant (1917) de John S. Zamecnik
  - Extrait Romance N°45 : Tarentelle (années 1840) de Felix Mendelssohn
  - Extrait Peek-a-boo du spectacle Friend and Foe (1881) de William Scanlan
  - Extrait de l'ouverture de la Cavalerie légère (1866) de Franz von Suppé
- Son : Mono
- Durée : 7 min 13 s
- Langue : (en)
- Pays de production :  États-Unis

## Commentaires
Ce film présente pour la première fois le personnage de Pluto sans Mickey Mouse mais il n'aura sa propre série qu'en 1937 avec Les Quintuplés de Pluto (Pluto's Quin-puplets).
La première scène du film montre un chiot aboyant l'air de The Prisoner's Song (1924) écrite par Guy Massey déjà utilisée plus longuement dans Symphonie enchaînée (1930), et sera réutilisée en 1935 dans Jazz Band contre Symphony Land.
L'animation du personnage de Pluto et du chiot a été partagée entre Norman Fergusson et Tom Palmer, ce dernier ayant réalisé la scène du partage de l'os.
La raison de la sortie en 1934 de ce court métrage à New York, et non en 1932, est dû à la banqueroute du cinéma le Roxy en juin 1932. La programmation du film fut d'abord repoussée à août 1932 mais elle dut attendre la réouverture de la salle deux années plus tard.